# George McCall Theal

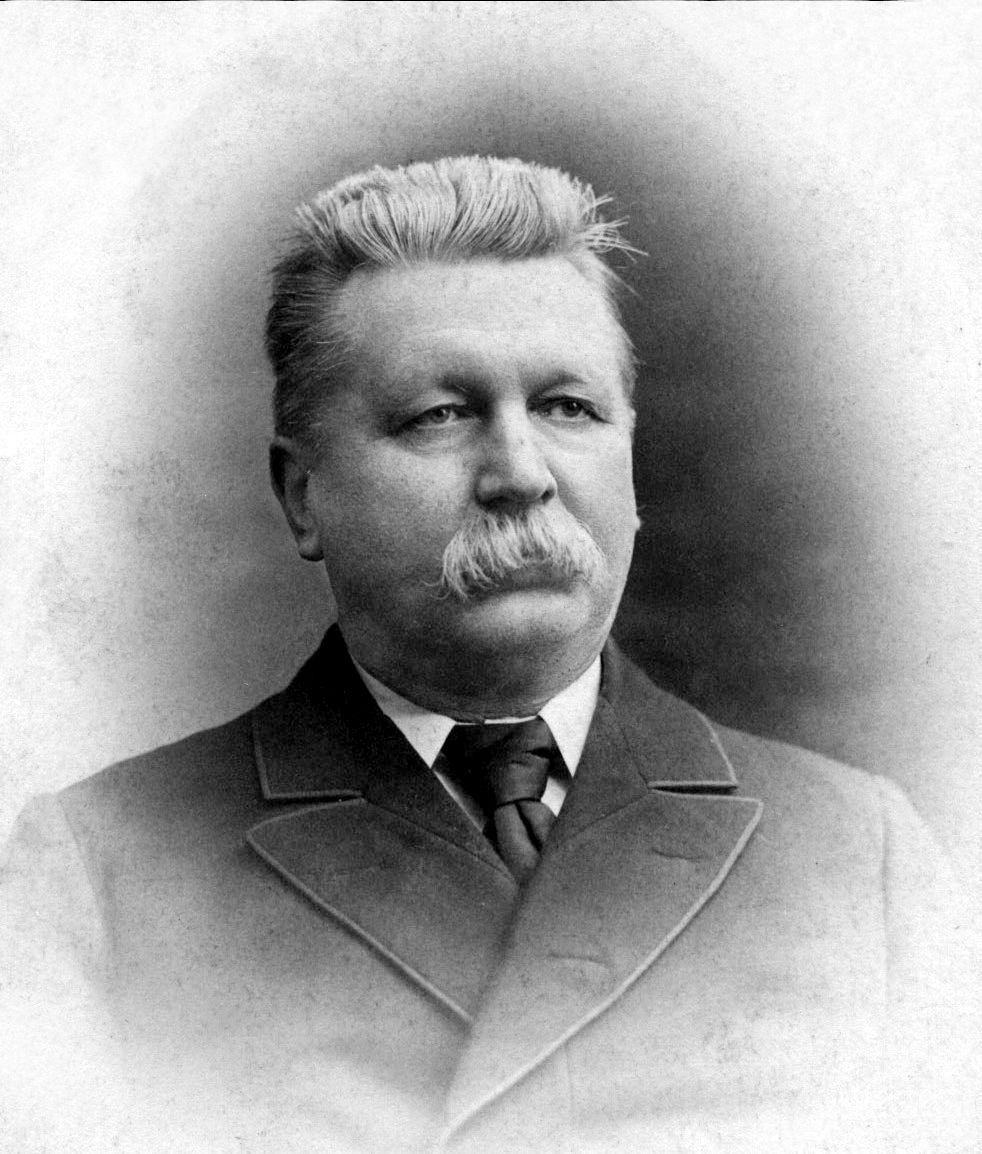
George McCall Theal

George McCall Theal (* 11. April 1837 in Saint John (New Brunswick); † 17. April 1919 in Wynberg, Cape Province) war ein in Kanada geborener britischer Historiker, der sich um die Erforschung der Geschichte des südlichen Afrika und seiner verschiedenen Kulturen verdient gemacht hat.
Die kanadische Bundesregierung ehrte Theal am 20. Mai 1937 für sein Werk sowie Wirken und erklärte ihn zu einer „Person von nationaler historischer Bedeutung“.

## Leben
Ein Standardwerk ist seine Geschichte von Südafrika von 1795–1872 (History of South Africa from 1795–1872). Erwähnenswert sind auch seine Werke über die Einwanderungsgruppe der Buren sowie über die Folklore der Xhosa.
Seit 1896 war er auswärtiges Mitglied der Königlich Niederländischen Akademie der Wissenschaften.

## Werke (Auswahl)
- South Africa As It Is (pamphlet, 1871 King William’s Town)
- Compendium of South African History and Geography (2 vols. 1873, Lovedale)
- Kaffir Folk-Lore (1882, London) Online
- Chronicles of Cape Commanders (1882, Cape Town)
- Basutoland Records (3 vols. 1883 Cape Town)
- Boers and Bantu (1886)
- A Fragment of Basuto History (1886)
- The Republic of Natal (1886)
- History of the Boers in South Africa (1887)
- History of South Africa (5 vols. 1889–1900)
  - History of South Africa (11 vols. London 1916–1927). - Volume I: Ethnography and Condition of South Africa before A.D. 1505. Volumes II, III and IV: History of South Africa Before 1795. Volumes V, VI, VII, VIII and IX: History of South Africa Since 1795. Volumes X and XI: History of South Africa 1873 to 1884
- Geslacht-register der Oude Kaapsche Familien with C.C. de Villiers (3 vols. 1893–94)
- The Portuguese in South Africa (1896)
- Belangrijke Historische Documenten (3 vols. 1896–1911, Cape Town)
- Large number of documentary publications (1897–1905, London)
- Records of the Cape Colony (36 vols.)
- Records of South-Eastern Africa (9 vols. 1898–1903)
- History and Ethnography of Africa south of the Zambesi (1907–10)
- The Yellow- and Dark-skinned People of Africa south of the Zambesi (1910)
- Willem Adriaan van der Stel and other Historical Sketches (1912)
- Documents relating to the Kaffir War of 1835 (1912)
- Catalogue of Books and Pamphlets relating to Africa south of the Zambesi in the Collection of George McCall Theal (1912)
- South Africa - Story of the Nations Series (1917, first edition in 1894)
- Ethnography and Condition of South Africa before AD 1505 (1st of 11 vols. 1919)
- History of South Africa from 1873 to 1884: Twelve eventful Years (vols. 10 & 11, 1919)